# 5871 Bobbell
5871 Bobbell este o planetă minoră (asteroid), cu un diametru de 2,384 km, din centura de asteroizi. A fost descoperită pe 11 februarie 1989 la Observatorul Palomar de Eleanor F. Helin. 
Obiectul prezintă o orbită caracterizată de o semiaxă mare de 1,861816 UAi, o excentricitate de 0,07, o înclinație de 20,34849 ° în raport cu ecliptica.